# JUnit
JUnit — фреймворк для модульного тестирования программного обеспечения на языке Java.
Созданный Кентом Беком и Эриком Гаммой, JUnit принадлежит семье фреймворков xUnit для разных языков программирования, берущей начало в SUnit Кента Бека для Smalltalk. JUnit породил экосистему расширений — JMock, EasyMock, DbUnit, HttpUnit и т. д.
JUnit был портирован на другие языки, включая PHP (PHPUnit), C# (NUnit), Python (PyUnit), Fortran (fUnit), Delphi (DUnit), Free Pascal (FPCUnit), Perl (Test::Unit), C++ (CPPUnit), Flex (FlexUnit), JavaScript (JSUnit), COS (COSUnit).
Опыт, полученный при работе с JUnit, важен в разработке концепций тестирования программного обеспечения.

## Функциональность
- junit.framework.Assert
  - assertEquals
  - assertFalse
  - assertNotNull
  - assertNull
  - assertNotSame
  - assertSame
  - assertTrue
- junit.framework.TestCase extends junit.framework.Assert
  - run
  - setUp
  - tearDown

## Образец теста
```
import
 
org.junit.Test
;

import
 
junit.framework.Assert
;

public
 
class
 
MathTest
 
{

    
@Test

    
public
 
void
 
testEquals
()
 
{

        
Assert
.
assertEquals
(
4
,
 
2
 
+
 
2
);

        
Assert
.
assertTrue
(
4
 
==
 
2
 
+
 
2
);

    
}

    
@Test

    
public
 
void
 
testNotEquals
()
 
{

        
Assert
.
assertFalse
(
5
 
==
 
2
 
+
 
2
);

    
}

}

```